# Parapercis queenslandica
Parapercis queenslandica és una espècie de peix de la família dels pingüipèdids i de l'ordre dels perciformes, la qual havia estat identificada erròniament en el passat (juntament amb Parapercis pacifica i Parapercis xanthogramma) com a pertanyent a Parapercis hexophtalma.

## Descripció
- El mascle fa 20,8 cm de llargària màxima i la femella 11,4.
- Els mascles presenten l'àrea inferior del cos amb 3-4 ocels i diverses taques negroses i marronoses, mentre que les femelles i els joves tenen 7-8 ocels i taques marronoses entremig d'aquells.
- 5 espines i 21 radis tous a l'aleta dorsal i 4 espines i 16-17 radis tous a l'anal. 18 radis a les aletes pectorals.
- Àrea inferior de les galtes amb 2-6 franges marronoses i obliqües.[3][6]

## Hàbitat i distribució geogràfica
És un peix marí, bentopelàgic (entre 1 i 27 m de fondària), associat als esculls de corall i els fons sorrencs, i de clima tropical, el qual viu al Pacífic occidental: Austràlia (Queensland) i Nova Caledònia, incloent-hi el mar del Corall, l'illa de Lord Howe i la Gran Barrera de Corall.

## Observacions
És inofensiu per als humans.